# Epididim
Epididimul este un organ alungit, alcătuit din unirea canalelor eferente ale testiculului, care pătrund în capul epididimului, deschizându-se în canalul epidindimar și care constituie epididimul propriu-zis. Când este desfășurat el are 5 - 7 cm. Format din cap, corp și coadă, epididimul este situat atât pe marginea superioară, cât și pe cea posterioară a testiculului. În epididim se produce sperma și, în afara depozitării spermatozoizilor, se produce și maturarea lor terminală.

## Anatomia epididimului

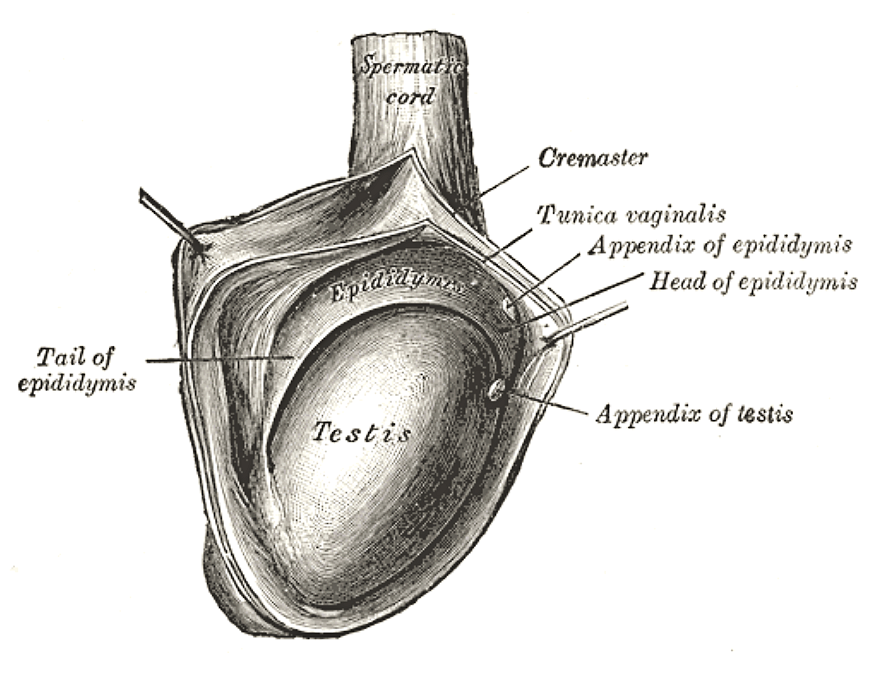
Testiculul drept și epididimul

### Regiunile
Epididimul este, anatomic, împărțit în trei regiuni principale:
- capul (Caput), care primește spermiile provenite din canalul eferent al mediastinului testicular. Histologic, capul edididimului este alcătuit dintr-un mioepiteliu subțire.
- corpul (Corpus).
- coada (Cauda). Aceasta este formată tot dintr-un mioepiteliu, la fel ca și capul epididimului, având rol în absorbția fluidului excedentar, făcând sperma, mai concentrată.

La reptile, există un canal adițional între testicul și capul epididimului și care primește numeroase canale eferente. Acest canal lipsește la păsări și mamifere

### Histologie
Epididimul este acoperit de două straturi de țesut epitelial pseudostratificat. Epiteliul este separat de țesutul de legătură printr-o membrană bazală. Are o structura tubulara intens contorsionata. Este un organ tubular cu lumenul regulat si cu spermatozoizii aglutinati spre acesta; histologic este dispus pe trei straturi: mucoasa (alcatuita din epiteliu pseudostratificat(format din celule bazale, principale si holocrine), membrana bazala si lamina propria), musculara (cu tesut muscular neted) si adventicea/seroasa.

## Dezvoltare
Epididimul, la embrion, se dezvoltă din țesutul care anterior a format mezonefrosul, o formă de rinichi primitiv prezent la multe vertebrate acvatice.